# Vieux-Manoir
 Vieux-Manoir  es una población y comuna francesa, en la región de Alta Normandía, departamento de Sena Marítimo, en el distrito de Ruan y cantón de Buchy.

## Demografía
| 283 | 280 | 340 | 609 | 599 | 650 |
| Para los censos de 1962 a 1999 la población legal corresponde a la población sin duplicidades (Fuente: INSEE [Consultar]) |     |     |     |     |     |